# Parasynegia camptogrammaria
Parasynegia camptogrammaria är en fjärilsart som beskrevs av Swinhoe 1894. Parasynegia camptogrammaria ingår i släktet Parasynegia och familjen mätare. Inga underarter finns listade i Catalogue of Life.